# Roselin à trois bandes
Carpodacus trifasciatus
Espèce
Statut de conservation UICN

 LC  : Préoccupation mineure
Le Roselin à trois bandes (Carpodacus trifasciatus) est une espèce de passereaux de la famille des Fringillidae.

## Distribution
L'espèce vit dans le centre-ouest de la Chine (sud-ouest du Kansou, ouest et sud du Sichuan, nord-ouest du Yunnan) et hiverne dans le sud-est du Tibet.

## Habitat
Le roselin à trois bandes nidifie dans les forêts claires de conifères (y compris de thuyas d’Orient, Thuja orientalis) puis il visite les haies, les vergers, les champs cultivés et les forêts exploitées à plus basse altitude.

## Alimentation
Elle comporte des baies de cotonéaster, de petites pommes sauvages, de jeunes feuilles et des pousses d’arbres ainsi que des baies d’un chèvrefeuille arbustif (Lonicera trichosantha).

## Nidification
Elle n’est absolument pas documentée hormis l’information non vérifiée d’Armani (1983).

## Déplacements
Migrateur partiel, il est enclin à des mouvements d’altitudes, transitant vers les vallées et les pieds des collines à la fin de l’automne et au début de l’hiver. C’est aussi un visiteur hivernal dans le sud-est du Tibet et le long de la rivière Tsangpo entre 2000 et 3000 m puis il quitte le Tibet vers la mi-mars pour regagner ses sites de nidification.